# ワーナー ブラザース ジャパン
ワーナー ブラザース ジャパン合同会社（英: Warner Bros. Japan LLC）は、エンターテインメント事業を行う日本の企業。アメリカ合衆国の映画会社ワーナー・ブラザースの日本法人である。日本映像ソフト協会正会員、日本レコード協会・日本動画協会準会員。
事業部門として、映画製作・配給部門「ワーナー・ブラザース映画」、家庭用ソフト・デジタルコンテンツ部門「ワーナー・ブラザース ホームエンターテイメント」（旧：ワーナー・ホーム・ビデオ&デジタル・ディストリビューション部門）、テレビ・映像配信部門「ワーナー・ブラザース テレビジョン」、キャラクター商品ライセンス部門「ワーナー・ブラザース コンシューマープロダクツ」がある。
米国法人製作作品に加え、日本のコンテンツとして邦画・アニメ・モバイルゲーム・コンテンツアクイジションの4つの事業を展開している。

## 沿革
1992年5月29日、タイム ワーナー エンターテイメント ジャパン株式会社として設立。
2002年に株式会社イーストウエスト・ジャパン、株式会社ワーナーミュージック・ジャパン（初代法人）と合併し、ワーナー エンターテイメント ジャパン株式会社（英: WARNER ENTERTAINMENT JAPAN INC.）となるが、2年後の2004年には米国タイム・ワーナー（現：ワーナー・ブラザース・ディスカバリー）の音楽部門分離・売却に伴い、音楽ソフト部門を株式会社ワーナーミュージック・ジャパン（2代目法人）として分離される。
2010年、『最後の忠臣蔵』で本格的に邦画製作に参入。
2011年、ジェネオン・ユニバーサル・エンターテイメントジャパンからテレビアニメ事業およびゲームパブリッシング事業が移管。アニメとゲームに参入すると同時に、音楽レーベル「ワーナー・ホーム・ビデオ」も設立し、11月1日には日本レコード協会に準会員として加盟した。
2014年4月1日、日本動画協会に準会員として加盟。同年5月1日、ワーナー・ホーム・ビデオ&デジタル・ディストリビューションがワーナー・ブラザース ホームエンターテイメントに改称され、家庭用ソフトのブランド名もワーナー・ホーム・ビデオからワーナー・ブラザース ホームエンターテイメントに変更された。同時期にはモバイルゲーム事業を開始する。
2016年4月1日、ワーナー エンターテイメント ジャパン株式会社から社名・組織変更を行い、ワーナー ブラザース ジャパン合同会社となる。
2018年6月15日、アメリカではAT&Tとタイム・ワーナーの合併によりワーナーメディアという名称になり、その傘下となる。
2020年1月16日、米国のワーナー・ブラザース ホームエンターテイメントとユニバーサル・ピクチャーズ・ホームエンターテイメントが北米でのソフト販売と流通事業を統合することを発表。同時に両社での国際ライセンス契約締結に伴い、同年10月9日よりワーナー・ブラザース作品の販売権をNBCユニバーサル・エンターテイメントジャパンに移行した（同日以降、発売元のみ当社が、販売はNBCユニバーサルがそれぞれ手掛ける。販売継続と共にワーナー作品で国内アニメ作品を含む初の社名表記となる。ワーナーに加えて、同年11月11日よりメトロ・ゴールドウィン・メイヤー（MGM）、ユナイテッド・アーティスツ（UA）、オライオン・ピクチャーズ作品のソフト販売も担当している。）。
2021年5月16日、ワーナーメディアはAT&Tから分割しディスカバリーとの経営統合を果たした。2022年4月8日、新会社の名称はワーナー・ブラザース・ディスカバリーとなる。
2025年3月3日、ワーナー ブラザース ジャパンが、ハピネット（ハピネット・メディアマーケティング）とビデオグラム包括ライセンス契約を締結し、同年7月1日より、（一部のビデオグラム化権を保有する作品を除く）ビデオソフトの製造・販売事業をハピネット・メディアマーケティングに移管した。ワーナー関連作品は、ハピネットピクチャーズの公式サイトにて確認できるようになった。

### 不祥事
2024年、高橋雅美代表退任の際に、新任の山田邦夫VPが会社を支えてきた幹部社員を次々に降格、不当解雇を繰り返し、裁判となる。ワーナー本社はこの件で山田氏、邦画部門の小岩井氏に対しハラスメント認定を行っている。さらに、ワーナーは、ハラスメント行為を行なった2名の名前を映画のクレジットから外したが、2名は社員として残っている。

## 作品

### 邦画
2006年、アメリカからの作品だけでは安定しない収入を安定化する目的で各テリトリー毎にプロダクションを設けるという施策のもと、日本でも製作部門が立ち上がった。製作・配給した作品の大半がトワーニとして共同製作を行っていた日本テレビ放送網との共同製作である。
2010年頃になると自社で経験のあるプロデューサー達をヘッドハンティングし、邦画を独自に製作・配給するようになる。同時にアニメ・チームも組織化された。邦画チームは主に劇場用邦画作品の製作を行い、アニメ・チームはアニメのテレビシリーズを制作している。
2020年頃には邦画の製作規模や本数が増え、邦画マーケットにおいて東宝に次ぐ2位のシェアを誇るまでになった。
制作部門は劇場用邦画の制作に留まらず、劇場用アニメ、SVOD向け連続ドラマにも進出する意欲を見せている。
特記なき限り製作・配給は「ワーナー・ブラザース映画」、権利元は「ワーナー ブラザース ジャパン合同会社」、発売・販売元は「株式会社ハピネット・メディアマーケティング」。

#### 実写映画
| 公開年 | 公開日   | タイトル                                           | 制作プロダクション                                             | 備考                                                                                               |
| ------ | -------- | -------------------------------------------------- | -------------------------------------------------------------- | -------------------------------------------------------------------------------------------------- |
| 2006年 | 4月29日  | キャッチ ア ウェーブ                               | インダストリアル・ピクチャーズ 共同テレビジョン                | |
| 2006年 | 6月17日  | デスノート                                         | 日活撮影所                                                     | 配給のみ / 企画製作：日本テレビ放送網 / 発売・販売元：バップ                                       |
| 2006年 | 11月3日  | デスノート the Last name                           | 日活撮影所                                                     | 配給のみ / 企画製作：日本テレビ放送網 / 発売・販売元：バップ                                       |
| 2008年 | 2月9日   | L change the WorLd                                 | 日活撮影所                                                     | 企画製作：日本テレビ放送網 / 発売・販売元：バップ                                                  |
| 2008年 | 3月22日  | Sweet Rain 死神の精度                              | ROBOT                                                          | 発売・販売元：バップ                                                                               |
| 2008年 | 4月19日  | 銀幕版 スシ王子! 〜ニューヨークへ行く〜            | オフィスクレッシェンド                                         | 発売元：テレビ朝日                                                                                 |
| 2008年 | 10月25日 | ICHI                                               | セディックインターナショナル シネマカフェ                      | 発売元：セディックインターナショナル / 販売元：ジェネオン・ユニバーサル                            |
| 2008年 | 12月6日  | 252 生存者あり                                     | ツインズジャパン                                               | 企画製作：日本テレビ放送網 / 発売・販売元：バップ                                                  |
| 2009年 | 3月20日  | 昴-スバル-                                         | パーフェクト ビューティー インターナショナル                   | 日本・韓国・香港・シンガポール合作                                                                 |
| 2009年 | 4月18日  | おっぱいバレー                                     | ROBOT                                                          | 共同製作・配給：東映 / 発売元：エイベックス・エンタテインメント / 発売・販売元：バップ             |
| 2009年 | 5月1日   | GOEMON                                             | KIRIYA PICTURES                                                | 共同製作・配給：松竹                                                                               |
| 2009年 | 9月12日  | TAJOMARU                                           | トライストーン・エンタテイメント                               | 発売・販売元：アミューズソフト                                                                     |
| 2009年 | 12月12日 | 大怪獣バトル ウルトラ銀河伝説 THE MOVIE            | 円谷プロダクション                                             | 発売・販売元：バンダイビジュアル                                                                   |
| 2010年 | 1月9日   | 彼岸島                                             | ミコット・エンド・バサラ クラゼピクチャーズ                    | 配給のみ / 日本・韓国合作 / 発売・販売元：キングレコード                                           |
| 2010年 | 5月15日  | 書道ガールズ!! わたしたちの甲子園                  | 日テレアックスオン                                             | 配給のみ / 企画製作：日本テレビ放送網 / 発売・販売元：バップ                                       |
| 2010年 | 6月12日  | アウトレイジ                                       | オフィス北野                                                   | 共同配給：オフィス北野 / 発売・販売元：バンダイビジュアル                                          |
| 2010年 | 10月16日 | インシテミル 7日間のデス・ゲーム                   | ツインズジャパン                                               | 初の日本映画海外配給作品                                                                           |
| 2010年 | 12月18日 | 最後の忠臣蔵                                       | 角川映画                                                       | ローカル・プロダクションの本格的第1弾                                                              |
| 2011年 | 6月4日   | パラダイス・キス                                   | STUDIO SWAN                                                    | |
| 2011年 | 7月23日  | 忍たま乱太郎                                       | セディックインターナショナル                                   | 発売元：電通 / 発売・販売元：アミューズソフト                                                      |
| 2011年 | 10月22日 | スマグラー おまえの未来を運べ                      | グラスホッパー! ジャンゴフィルム                               | 配給のみ / 発売元：講談社、テレビ朝日 / 発売・販売元：ハピネット                                   |
| 2011年 | 12月21日 | ワイルド7                                          | ROBOT 阿部秀司事務所（企画・制作プロダクション）               | |
| 2012年 | 8月25日  | るろうに剣心                                       | C&Iエンタテインメント                                          | 発売・販売元：アミューズソフト                                                                     |
| 2012年 | 10月6日  | アウトレイジ ビヨンド                              | オフィス北野                                                   | 共同製作・配給：オフィス北野 / 発売・販売元：バンダイビジュアル                                    |
| 2013年 | 4月26日  | 藁の楯 わらのたて                                  | OLM                                                            | 共同製作幹事：日本テレビ放送網                                                                     |
| 2013年 | 9月13日  | 許されざる者                                       | 日活 オフィス・シロウズ                                        | |
| 2013年 | 10月5日  | R100                                               | よしもとクリエイティブ・エージェンシー ファントム・フィルム    | 配給のみ / 製作：吉本興業 / 発売・販売元：よしもとアール・アンド・シー                             |
| 2013年 | 11月22日 | すべては君に逢えたから                             | 白組                                                           | |
| 2014年 | 1月18日  | 黒執事                                             | C&Iエンタテインメント ロックワークス（共同制作プロダクション） | 発売・販売元：エイベックス・ピクチャーズ                                                           |
| 2014年 | 5月24日  | オー!ファーザー                                    | よしもとクリエイティブ・エージェンシー                         | 配給・宣伝のみ / 製作：吉本興業 / 発売・販売元：よしもとアール・アンド・シー                       |
| 2014年 | 5月30日  | MONSTERZ モンスターズ                              | ツインズジャパン                                               | 製作幹事：日本テレビ放送網 / 発売・販売元：バップ                                                  |
| 2014年 | 8月1日   | るろうに剣心 京都大火編                            | ワーナー・ブラザース映画                                       | 発売・販売元：アミューズソフト                                                                     |
| 2014年 | 9月13日  | るろうに剣心 伝説の最期編                          | ワーナー・ブラザース映画                                       | 発売・販売元：アミューズソフト                                                                     |
| 2014年 | 11月8日  | トワイライト ささらさや                            | 日活（企画制作） ダブ                                          | 製作幹事：日本テレビ放送網 / 発売・販売元：バップ                                                  |
| 2015年 | 4月25日  | 龍三と七人の子分たち                               | オフィス北野                                                   | 共同製作・配給：オフィス北野 / 発売・販売元：バンダイビジュアル                                    |
| 2015年 | 6月27日  | ストレイヤーズ・クロニクル                         | ツインズジャパン                                               | 企画製作：日本テレビ放送網 / 発売・販売元：バップ                                                  |
| 2015年 | 9月19日  | ヒロイン失格                                       | ダブ                                                           | 製作幹事：日本テレビ放送網 / 発売・販売元：バップ                                                  |
| 2016年 | 3月19日  | 僕だけがいない街                                   | オフィスクレッシェンド                                         | 発売・販売元：KADOKAWA                                                                             |
| 2016年 | 4月29日  | テラフォーマーズ                                   | OLM                                                            | |
| 2016年 | 5月28日  | オオカミ少女と黒王子                               | プラスディー                                                   | 共同製作幹事：日本テレビ放送網                                                                     |
| 2016年 | 10月29日 | デスノート Light up the NEW world                  | 日活 ジャンゴフィルム                                          | 製作幹事：日本テレビ放送網 / 発売・販売元：バップ                                                  |
| 2016年 | 11月12日 | ミュージアム                                       | ツインズジャパン                                               | |
| 2017年 | 2月18日  | 愚行録                                             | オフィス北野                                                   | 共同製作・配給：オフィス北野 / 発売・販売元：バンダイビジュアル                                    |
| 2017年 | 4月29日  | 無限の住人                                         | OLM                                                            | 製作幹事担当                                                                                       |
| 2017年 | 6月10日  | 22年目の告白 -私が殺人犯です-                      | ROBOT                                                          | 製作幹事：日本テレビ放送網                                                                         |
| 2017年 | 7月14日  | 銀魂                                               | プラスディー                                                   | 共同製作幹事：集英社                                                                               |
| 2017年 | 8月4日   | ジョジョの奇妙な冒険 ダイヤモンドは砕けない 第一章 | OLM                                                            | 共同製作・配給：東宝 / 製作幹事・発売元：TBSテレビ / 販売元：TCエンタテインメント                  |
| 2017年 | 10月7日  | アウトレイジ 最終章                                | オフィス北野                                                   | 共同製作・配給：オフィス北野 / 発売・販売元：バンダイナムコアーツ                                  |
| 2017年 | 10月28日 | 先生!、、、好きになってもいいですか?               | ドラゴンフライエンタテインメント                               | 共同製作幹事：TBSテレビ                                                                            |
| 2017年 | 11月11日 | 一礼して、キス                                     | ポリゴンマジック                                               | 配給：東急レクリエーション                                                                         |
| 2017年 | 12月1日  | 鋼の錬金術師                                       | OXYBOT（企画・制作プロダクション）                             | 製作幹事担当                                                                                       |
| 2018年 | 2月10日  | 今夜、ロマンス劇場で                               | フィルムメイカーズ                                             | 配給のみ / 発売元：フジテレビジョン / 販売元：ポニーキャニオン                                     |
| 2018年 | 3月10日  | 去年の冬、きみと別れ                               | C&Iエンタテインメント                                          | 製作幹事担当                                                                                       |
| 2018年 | 4月27日  | ママレード・ボーイ                                 | プラスディー                                                   | 共同製作幹事：日本テレビ放送網                                                                     |
| 2018年 | 7月20日  | BLEACH 死神代行篇                                  | シネバザール                                                   | 製作幹事担当                                                                                       |
| 2018年 | 8月17日  | 銀魂2 掟は破るためにこそある                       | プラスディー                                                   | 共同製作幹事：集英社                                                                               |
| 2018年 | 9月14日  | 3D彼女 リアルガール                                | ダブ                                                           | 製作幹事：日本テレビ放送網 / 発売・販売元：バップ                                                  |
| 2018年 | 12月14日 | 春待つ僕ら                                         | オフィスクレッシェンド                                         | 製作幹事担当                                                                                       |
| 2019年 | 1月25日  | 十二人の死にたい子どもたち                         | オフィスクレッシェンド                                         | 企画・製作：日本テレビ放送網 / 発売・販売元：バップ                                                |
| 2019年 | 2月1日   | 雪の華                                             | エー・フィルムズ（企画・制作プロダクション）                   | 製作幹事担当                                                                                       |
| 2019年 | 3月1日   | 九月の恋と出会うまで                               | ダブ                                                           | 製作幹事：日本テレビ放送網 / 発売・販売元：バップ                                                  |
| 2019年 | 6月7日   | 町田くんの世界                                     | CREDEUS                                                        | 製作幹事：日本テレビ放送網 / 発売・販売元：バップ                                                  |
| 2019年 | 7月5日   | Diner ダイナー                                     | シネバザール                                                   | 製作幹事：日本テレビ放送網 / 発売・販売元：バップ                                                  |
| 2019年 | 8月16日  | ダンスウィズミー                                   | アルタミラピクチャーズ（企画・制作プロダクション）             | 製作幹事担当                                                                                       |
| 2019年 | 10月11日 | 最高の人生の見つけ方                               | プロダクション・キノ シネバザール                              | 製作幹事担当                                                                                       |
| 2020年 | 1月31日  | AI崩壊                                             | CREDEUS                                                        | 製作幹事：日本テレビ放送網                                                                         |
| 2020年 | 3月6日   | 仮面病棟                                           | ファインエンターテイメント                                     | 製作幹事担当                                                                                       |
| 2020年 | 8月7日   | ぐらんぶる                                         | ザフール                                                       | 製作幹事担当                                                                                       |
| 2020年 | 10月30日 | とんかつDJアゲ太郎                                 | AOI Pro.                                                       | 発売元：フジテレビジョン / 販売元：ポニーキャニオン                                                |
| 2020年 | 11月13日 | ドクター・デスの遺産-BLACK FILE-                   | 光和インターナショナル                                         | 製作幹事：日本テレビ放送網 / 発売・販売元：バップ                                                  |
| 2021年 | 2月11日  | すばらしき世界                                     | AOI Pro.                                                       | 発売・販売元：バンダイナムコアーツ                                                                 |
| 2021年 | 3月5日   | 太陽は動かない                                     | ROBOT                                                          | 製作幹事：WOWOW、ホリプロ / 発売・販売元：バップ                                                   |
| 2021年 | 4月23日  | るろうに剣心 最終章 The Final                      | ワーナー・ブラザース映画                                       | 発売・販売元：アミューズソフト                                                                     |
| 2021年 | 5月21日  | 地獄の花園                                         | ソケット                                                       | 配給のみ / 発売元：フジテレビジョン / 販売元：TCエンタテインメント                                 |
| 2021年 | 6月4日   | るろうに剣心 最終章 The Beginning                  | ワーナー・ブラザース映画                                       | 発売・販売元：アミューズソフト                                                                     |
| 2021年 | 6月25日  | Arc アーク                                         | バンダイナムコアーツ                                           | 発売・販売元：バンダイナムコアーツ                                                                 |
| 2021年 | 7月9日   | 東京リベンジャーズ                                 | 角川大映スタジオ                                               | 発売元：フジテレビジョン / 販売元：TCエンタテインメント                                            |
| 2021年 | 10月29日 | そして、バトンは渡された                           | ホリプロ                                                       | 共同製作幹事：日本テレビ放送網                                                                     |
| 2022年 | 1月28日  | ノイズ                                             | CREDEUS                                                        | 製作幹事：日本テレビ放送網 / 発売・販売元：バップ                                                  |
| 2022年 | 2月11日  | 嘘喰い                                             | ファインエンターテイメント                                     | 製作幹事担当 / 発売・販売元：エイベックス・ピクチャーズ                                            |
| 2022年 | 3月4日   | 余命10年                                           | ROBOT                                                          | 製作幹事担当                                                                                       |
| 2022年 | 5月20日  | 鋼の錬金術師 完結編 復讐者スカー                   | OXYBOT（企画・制作プロダクション）                             | 発売元：アニプレックス / 販売元：ソニー・ミュージックソリューションズ                              |
| 2022年 | 6月24日  | 鋼の錬金術師 完結編 最後の錬成                     | OXYBOT（企画・制作プロダクション）                             | 発売元：アニプレックス / 販売元：ソニー・ミュージックソリューションズ                              |
| 2022年 | 8月11日  | TANG タング                                        | ツインズジャパン                                               | 製作幹事担当                                                                                       |
| 2022年 | 10月14日 | カラダ探し                                         | ROBOT                                                          | 製作幹事担当                                                                                       |
| 2022年 | 11月23日 | 母性                                               | ザフール                                                       | 製作幹事担当 / 発売・販売元：エイベックス・ピクチャーズ                                            |
| 2023年 | 3月31日  | 映画ネメシス 黄金螺旋の謎                          | ツインズジャパン                                               | 製作幹事：日本テレビ放送網 / 発売・販売元：バップ                                                  |
| 2023年 | 4月21日  | 東京リベンジャーズ2 血のハロウィン編 -運命-        | KADOKAWA                                                       | 発売元：フジテレビジョン / 販売元：TCエンタテインメント                                            |
| 2023年 | 6月30日  | 東京リベンジャーズ2 血のハロウィン編 -決戦-        | KADOKAWA                                                       | 発売元：フジテレビジョン / 販売元：TCエンタテインメント                                            |
| 2023年 | 12月1日  | 怪物の木こり                                       | OLM                                                            | 製作幹事担当 / 発売・販売元：エイベックス・ピクチャーズ                                            |
| 2024年 | 3月8日   | 映画 マイホームヒーロー                            | TBSスパークル C&Iエンタテインメント                            | 製作幹事：TBSテレビ、毎日放送 / 発売元：TBSテレビ / 販売元：TCエンタテインメント                   |
| 2024年 | 4月19日  | 陰陽師0                                            | ROBOT                                                          | 共同製作幹事：木下グループ                                                                         |
| 2024年 | 5月17日  | ミッシング                                         | SS工房                                                         | 製作幹事：WOWOW / 発売・販売元：TCエンタテインメント                                               |
| 2024年 | 8月9日   | ブルーピリオド                                     | C&Iエンタテインメント                                          | |
| 2024年 | 9月6日   | 夏目アラタの結婚                                   | オフィスクレッシェンド                                         | 製作幹事：日本テレビ放送網 / 発売・販売元：バップ                                                  |
| 2024年 | 12月13日 | はたらく細胞                                       | ツインズジャパン                                               | 共同製作幹事：木下グループ / 発売元：アニプレックス / 販売元：ソニー・ミュージックソリューションズ |
| 2025年 | 1月17日  | サンセット・サンライズ                             | テレビマンユニオン                                             | 製作幹事：murmur / 発売・販売元：TCエンタテインメント                                              |
| 2025年 | 5月16日  | かくかくしかじか                                   | ソケット                                                       | |
| 2025年 | 6月13日  | フロントライン                                     | リオネス                                                       | |
| 2025年 | 8月8日   | 近畿地方のある場所について                         | 日テレアックスオン                                             | 製作幹事：日本テレビ放送網                                                                         |
| 2025年 | 9月5日   | カラダ探し THE LAST NIGHT                          | ROBOT                                                          | 製作幹事担当                                                                                       |
| 2025年 | 10月31日 | 爆弾                                               | AOI Pro.                                                       | |
| 2025年 | 12月5日  | WIND BREAKER / ウィンドブレイカー                  |                                                                | |

#### 劇場アニメ
| 公開年 | 公開日   | タイトル                                                                 | 制作スタジオ                                                 | 備考                                                                                           |
| ------ | -------- | ------------------------------------------------------------------------ | ------------------------------------------------------------ | ---------------------------------------------------------------------------------------------- |
| 2006年 | 7月8日   | ブレイブ ストーリー                                                      | GONZO                                                        |                                                                                                |
| 2008年 | 7月12日  | GHOST IN THE SHELL / 攻殻機動隊2.0                                       | Production I.G                                               | 配給のみ / 発売・販売元：バンダイビジュアル                                                    |
| 2008年 | 8月2日   | スカイ・クロラ The Sky Crawlers                                          | Production I.G                                               | 発売・販売元：バップ                                                                           |
| 2009年 | 8月1日   | サマーウォーズ                                                           | マッドハウス                                                 | 発売・販売元：バップ                                                                           |
| 2010年 | 4月24日  | 劇場版 銀魂 新訳紅桜篇                                                   | サンライズ                                                   | 発売元：アニプレックス / 販売元：ソニー・ミュージックディストリビューション                    |
| 2011年 | 3月12日  | 劇場版アニメ 忍たま乱太郎 忍術学園 全員出動!の段                         | 亜細亜堂                                                     | 発売元：電通 / 発売・販売元：アミューズソフト                                                  |
| 2011年 | 4月29日  | 豆富小僧                                                                 | ラピス                                                       | 3D・2D同時公開 / 制作：創通、豆富映画                                                          |
| 2011年 | 5月28日  | 手塚治虫のブッダ -赤い砂漠よ!美しく-                                     | 東映アニメーション                                           | 共同製作・配給：東映 / 発売元：東映ビデオ / 販売元：東映                                       |
| 2012年 | 2月4日   | ベルセルク 黄金時代篇I 覇王の卵                                          | STUDIO 4℃                                                    | 配給のみ / 企画プロデュース：ルーセント・ピクチャーズエンタテインメント / 発売・販売元：バップ |
| 2012年 | 6月23日  | ベルセルク 黄金時代篇II ドルドレイ攻略                                   | STUDIO 4℃                                                    | 配給のみ / 企画プロデュース：ルーセント・ピクチャーズエンタテインメント / 発売・販売元：バップ |
| 2012年 | 7月7日   | グスコーブドリの伝記                                                     | 手塚プロダクション                                           | 配給のみ / 発売・販売元：バンダイビジュアル                                                    |
| 2013年 | 2月1日   | ベルセルク 黄金時代篇III 降臨                                            | STUDIO 4℃                                                    | 配給のみ / 企画プロデュース：ルーセント・ピクチャーズエンタテインメント / 発売・販売元：バップ |
| 2013年 | 2月23日  | 劇場版 とある魔術の禁書目録 -エンデュミオンの奇蹟-                       | J.C.STAFF                                                    | 販売元：ジェネオン・ユニバーサル・エンターテイメントジャパン                                   |
| 2013年 | 7月6日   | 劇場版 銀魂 完結篇 万事屋よ永遠なれ                                      | サンライズ                                                   | 発売元：アニプレックス / 販売元：ソニー・ミュージックディストリビューション                    |
| 2013年 | 10月26日 | 劇場版 魔法少女まどか☆マギカ [新編] 叛逆の物語                           | シャフト                                                     | 配給のみ / 発売元：アニプレックス / 販売元：ソニー・ミュージックマーケティング                 |
| 2014年 | 2月22日  | ジョバンニの島                                                           | Production I.G                                               | 配給のみ / 製作・発売元：日本音楽事業者協会 / 販売元：ポニーキャニオン                         |
| 2014年 | 8月9日   | 宇宙兄弟#0                                                               | A-1 Pictures                                                 | 発売元：アニプレックス / 販売元：ソニー・ミュージックマーケティング                            |
| 2016年 | 2月13日  | 劇場版selector destructed WIXOSS                                         | J.C.STAFF                                                    |                                                                                                |
| 2016年 | 7月23日  | アクセル・ワールド INFINITE∞BURST                                        | サンライズ                                                   |                                                                                                |
| 2016年 | 12月10日 | モンスターストライク THE MOVIE はじまりの場所へ                          | ライデンフィルム ウルトラスーパーピクチャーズ XFLAG PICTURES | 配給のみ / 製作：XFLAG                                                                         |
| 2017年 | 1月21日  | 劇場版カードキャプターさくら                                             | マッドハウス                                                 | リバイバル配給のみ / 発売・販売元：バンダイビジュアル                                          |
| 2017年 | 3月18日  | ひるね姫 〜知らないワタシの物語〜                                        | シグナル・エムディ                                           | 製作幹事：日本テレビ放送網 / 発売・販売元：バップ                                              |
| 2017年 | 10月21日 | DCスーパーヒーローズvs鷹の爪団                                           | DLE                                                          |                                                                                                |
| 2017年 | 11月11日 | 劇場版 はいからさんが通る 前編 〜紅緒、花の17歳〜                        | 日本アニメーション                                           |                                                                                                |
| 2017年 | 12月29日 | 劇場版カードキャプターさくら 封印されたカード                            | マッドハウス                                                 | リバイバル配給のみ / 発売・販売元：バンダイビジュアル                                          |
| 2018年 | 6月15日  | ニンジャバットマン                                                       | 神風動画 YAMATOWORKS                                         |                                                                                                |
| 2018年 | 10月5日  | モンスターストライク THE MOVIE ソラノカナタ                              | オレンジ                                                     | 配給のみ / 製作：XFLAG スタジオ                                                                |
| 2018年 | 10月19日 | 劇場版 はいからさんが通る 後編 〜花の東京大ロマン〜                      | 日本アニメーション                                           |                                                                                                |
| 2019年 | 2月15日  | 劇場版 ダンジョンに出会いを求めるのは間違っているだろうか -オリオンの矢- | J.C.STAFF                                                    |                                                                                                |
| 2019年 | 4月26日  | バースデー・ワンダーランド                                               | シグナル・エムディ                                           | 発売元：アニプレックス / 販売元：ソニー・ミュージックソリューションズ                          |
| 2019年 | 8月23日  | 二ノ国                                                                   | OLM                                                          |                                                                                                |
| 2021年 | 1月8日   | 銀魂 THE FINAL                                                           | BN Pictures                                                  | 発売元：アニプレックス / 販売元：ソニー・ミュージックソリューションズ                          |
| 2022年 | 5月13日  | バブル                                                                   | WIT STUDIO                                                   | 4月28日にNetflixにて全世界先行配信 / 発売元：STORY inc.、WIT STUDIO / 販売元：東宝             |
| 2023年 | 1月27日  | 金の国 水の国                                                            | マッドハウス                                                 | 製作幹事：日本テレビ放送網 / 発売・販売元：バップ                                              |
| 2023年 | 9月15日  | アリスとテレスのまぼろし工場                                             | MAPPA                                                        | 共同配給：MAPPA                                                                                |
| 2026年 |          | 新劇場版 銀魂 -吉原大炎上-                                               | BN Pictures                                                  |                                                                                                |

### テレビアニメ
| 開始年 | 開始月 | タイトル                                                                  | 制作スタジオ                         | 備考                                                                                  |
| ------ | ------ | ------------------------------------------------------------------------- | ------------------------------------ | ------------------------------------------------------------------------------------- |
| 2011年 | 7月    | ロウきゅーぶ！                                                            | project No.9 Studio Blanc            |                                                                                       |
| 2011年 | 7月    | 神様のメモ帳                                                              | J.C.STAFF                            | 音楽はランティス                                                                      |
| 2011年 | 10月   | 灼眼のシャナIII-FINAL-                                                    | J.C.STAFF                            | 映像ソフトの発売・販売元はジェネオン・ユニバーサル                                    |
| 2012年 | 4月    | アクセル・ワールド                                                        | サンライズ                           |                                                                                       |
| 2012年 | 7月    | アルカナ・ファミリア -La storia della Arcana Famiglia-                    | J.C.STAFF                            | 映像・音楽ソフトの発売元はフロンティアワークス                                        |
| 2012年 | 7月    | カンピオーネ！ 〜まつろわぬ神々と神殺しの魔王〜                           | ディオメディア                       | 音楽はランティス                                                                      |
| 2012年 | 10月   | ジョジョの奇妙な冒険                                                      | david production                     |                                                                                       |
| 2012年 | 10月   | To LOVEる -とらぶる- ダークネス                                           | XEBEC                                | 映像ソフトの販売元はジェネオン・ユニバーサル                                          |
| 2012年 | 10月   | リトルバスターズ！                                                        | J.C.STAFF                            | 音楽はKey/ビジュアルアーツ                                                            |
| 2013年 | 4月    | とある科学の超電磁砲S                                                     | J.C.STAFF                            | 映像ソフトの販売元はジェネオン・ユニバーサル                                          |
| 2013年 | 7月    | ロウきゅーぶ！SS                                                          | project No.9                         |                                                                                       |
| 2013年 | 10月   | ストライク・ザ・ブラッド                                                  | SILVER LINK.                         |                                                                                       |
| 2013年 | 10月   | リトルバスターズ！ 〜Refrain〜                                            | J.C.STAFF                            | 音楽はKey/ビジュアルアーツ                                                            |
| 2014年 | 4月    | 金田一少年の事件簿R                                                       | 東映アニメーション                   | 音楽はミュージックレイン                                                              |
| 2014年 | 4月    | ジョジョの奇妙な冒険 スターダストクルセイダース                           | david production                     |                                                                                       |
| 2014年 | 4月    | selector infected WIXOSS                                                  | J.C.STAFF                            |                                                                                       |
| 2014年 | 7月    | 白銀の意思 アルジェヴォルン                                               | XEBEC                                |                                                                                       |
| 2014年 | 9月    | テラフォーマーズ                                                          | ライデンフィルム                     |                                                                                       |
| 2014年 | 10月   | SHIROBAKO                                                                 | P.A.WORKS                            |                                                                                       |
| 2014年 | 10月   | selector spread WIXOSS                                                    | J.C.STAFF                            |                                                                                       |
| 2015年 | 4月    | 食戟のソーマ                                                              | J.C.STAFF                            | 音楽はI WILL                                                                          |
| 2015年 | 4月    | ダンジョンに出会いを求めるのは間違っているだろうか                        | J.C.STAFF                            |                                                                                       |
| 2015年 | 4月    | 放課後のプレアデス                                                        | GAINAX                               |                                                                                       |
| 2015年 | 7月    | 赤髪の白雪姫                                                              | ボンズ                               |                                                                                       |
| 2015年 | 7月    | GATE 自衛隊 彼の地にて、斯く戦えり                                        | A-1 Pictures                         |                                                                                       |
| 2015年 | 7月    | 監獄学園                                                                  | J.C.STAFF                            |                                                                                       |
| 2015年 | 10月   | ヘヴィーオブジェクト                                                      | J.C.STAFF                            |                                                                                       |
| 2016年 | 1月    | 少女たちは荒野を目指す                                                    | project No.9                         |                                                                                       |
| 2016年 | 4月    | 12歳。〜ちっちゃなムネのトキメキ〜                                        | オー・エル・エム                     | 音楽は日本コロムビア                                                                  |
| 2016年 | 4月    | ジョジョの奇妙な冒険 ダイヤモンドは砕けない                               | david production                     |                                                                                       |
| 2016年 | 4月    | テラフォーマーズ リベンジ                                                 | ライデンフィルム TYOアニメーションズ |                                                                                       |
| 2016年 | 7月    | 食戟のソーマ 弐ノ皿                                                       | J.C.STAFF                            | 音楽はランティス                                                                      |
| 2016年 | 7月    | ねじ巻き精霊戦記 天鏡のアルデラミン                                       | マッドハウス                         |                                                                                       |
| 2016年 | 7月    | モブサイコ100                                                             | ボンズ                               |                                                                                       |
| 2016年 | 10月   | 競女!!!!!!!!                                                              | XEBEC                                | 音楽はランティス                                                                      |
| 2016年 | 10月   | Lostorage incited WIXOSS                                                  | J.C.STAFF                            |                                                                                       |
| 2017年 | 1月    | スクールガールストライカーズ Animation Channel                            | J.C.STAFF                            |                                                                                       |
| 2017年 | 1月    | 風夏                                                                      | ディオメディア                       | 音楽はフライングドッグ                                                                |
| 2017年 | 1月    | MARGINAL＃4 KISSから創造るBig Bang                                        | J.C.STAFF                            |                                                                                       |
| 2017年 | 4月    | ソード・オラトリア ダンジョンに出会いを求めるのは間違っているだろうか外伝 | J.C.STAFF                            |                                                                                       |
| 2017年 | 4月    | 覆面系ノイズ                                                              | ブレインズ・ベース                   |                                                                                       |
| 2017年 | 10月   | 食戟のソーマ 餐ノ皿                                                       | J.C.STAFF                            | 音楽はランティス                                                                      |
| 2018年 | 1月    | カードキャプターさくら クリアカード編                                     | マッドハウス                         | 音楽はフライングドッグ                                                                |
| 2018年 | 1月    | 博多豚骨ラーメンズ                                                        | サテライト                           |                                                                                       |
| 2018年 | 4月    | キャプテン翼                                                              | david production                     |                                                                                       |
| 2018年 | 4月    | ひそねとまそたん                                                          | ボンズ                               |                                                                                       |
| 2018年 | 4月    | Lostorage conflated WIXOSS                                                | J.C.STAFF                            |                                                                                       |
| 2018年 | 7月    | 天狼 Sirius the Jaeger                                                    | P.A.WORKS                            |                                                                                       |
| 2018年 | 7月    | ハイスコアガール                                                          | J.C.STAFF                            |                                                                                       |
| 2018年 | 10月   | ジョジョの奇妙な冒険 黄金の風                                             | david production                     |                                                                                       |
| 2018年 | 10月   | とある魔術の禁書目録III                                                   | J.C.STAFF                            | 映像ソフトの販売元はNBCユニバーサル・エンターテイメント                               |
| 2019年 | 1月    | モブサイコ100 II                                                          | ボンズ                               |                                                                                       |
| 2019年 | 7月    | とある科学の一方通行                                                      | J.C.STAFF                            | 映像ソフトの販売元はNBCユニバーサル・エンターテイメント                               |
| 2019年 | 7月    | ダンジョンに出会いを求めるのは間違っているだろうかII                      | J.C.STAFF                            |                                                                                       |
| 2019年 | 10月   | ハイスコアガールII                                                        | J.C.STAFF                            |                                                                                       |
| 2019年 | 10月   | 食戟のソーマ 神ノ皿                                                       | J.C.STAFF                            |                                                                                       |
| 2020年 | 1月    | とある科学の超電磁砲T                                                     | J.C.STAFF                            | 映像ソフトの販売元はNBCユニバーサル・エンターテイメント                               |
| 2020年 | 1月    | 映像研には手を出すな！                                                    | サイエンスSARU                       |                                                                                       |
| 2020年 | 4月    | 食戟のソーマ 豪ノ皿                                                       | J.C.STAFF                            | 音楽はランティス                                                                      |
| 2020年 | 7月    | ダンジョンに出会いを求めるのは間違っているだろうかIII                     | J.C.STAFF                            |                                                                                       |
| 2020年 | 7月    | THE GOD OF HIGH SCHOOL ゴッド・オブ・ハイスクール                         | MAPPA                                |                                                                                       |
| 2020年 | 10月   | 100万の命の上に俺は立っている                                             | MAHO FILM                            | 音楽はランティス                                                                      |
| 2020年 | 10月   | トニカクカワイイ                                                          | Seven Arcs                           |                                                                                       |
| 2021年 | 1月    | WIXOSS DIVA(A)LIVE                                                        | J.C.STAFF                            | 映像ソフトの発売元はクロックワークス、販売元はハピネット 音楽はミュージックブレインズ |
| 2021年 | 7月    | 100万の命の上に俺は立っている（第2シーズン）                              | MAHO FILM                            | 音楽はランティス                                                                      |
| 2022年 | 1月    | ジョジョの奇妙な冒険 ストーンオーシャン                                   | david production                     |                                                                                       |
| 2022年 | 1月    | ドールズフロントライン                                                    | 旭プロダクション                     |                                                                                       |
| 2022年 | 4月    | 処刑少女の生きる道                                                        | J.C.STAFF                            |                                                                                       |
| 2022年 | 7月    | ダンジョンに出会いを求めるのは間違っているだろうかIV                      | J.C.STAFF                            |                                                                                       |
| 2022年 | 10月   | 聖剣伝説 Legend of Mana -The Teardrop Crystal-                            | グラフィニカ 横浜アニメーションラボ  |                                                                                       |
| 2022年 | 10月   | モブサイコ100 III                                                         | ボンズ                               |                                                                                       |
| 2022年 | 11月   | とむとじぇりー / とむとじぇりーごっこ                                     | ファンワークス スタジオななほし      |                                                                                       |
| 2023年 | 4月    | トニカクカワイイ（第2期）                                                 | Seven Arcs                           |                                                                                       |
| 2023年 | 7月    | 七つの魔剣が支配する                                                      | J.C.STAFF                            | 映像ソフトの発売元はクロックワークス、音楽はランティス                                |
| 2024年 | 7月    | 異世界スーサイド・スクワッド                                              | WIT STUDIO                           |                                                                                       |
| 2024年 | 10月   | ダンジョンに出会いを求めるのは間違っているだろうかⅤ                       | J.C.STAFF                            |                                                                                       |

### OVA
| 発売年 | タイトル                                                           | 制作スタジオ         | 備考                                                                     |
| ------ | ------------------------------------------------------------------ | -------------------- | ------------------------------------------------------------------------ |
| 2011年 | SUPERNATURAL: THE ANIMATION                                        | マッドハウス         |                                                                          |
| 2012年 | 乃木坂春香の秘密 ふぃな〜れ♪                                       | ディオメディア       | 映像ソフトの販売元はジェネオン・ユニバーサル・エンターテイメントジャパン |
| 2015年 | ストライク・ザ・ブラッド                                           | SILVER LINK. CONNECT |                                                                          |
| 2016年 | ストライク・ザ・ブラッド II                                        | SILVER LINK. CONNECT | -2017年                                                                  |
| 2016年 | ダンジョンに出会いを求めるのは間違っているだろうか                 | J.C.STAFF            |                                                                          |
| 2017年 | 岸辺露伴は動かない                                                 | david production     | -2020年                                                                  |
| 2018年 | ストライク・ザ・ブラッド III                                       | CONNECT              | -2019年                                                                  |
| 2019年 | ハイスコアガール                                                   | J.C.STAFF            |                                                                          |
| 2019年 | モブサイコ100 第一回霊とか相談所慰安旅行〜ココロ満たす癒やしの旅〜 | ボンズ               |                                                                          |
| 2020年 | ストライク・ザ・ブラッド IV                                        | CONNECT              | -2021年                                                                  |
| 2020年 | ダンジョンに出会いを求めるのは間違っているだろうかII               | J.C.STAFF            |                                                                          |
| 2021年 | ダンジョンに出会いを求めるのは間違っているだろうかIII              | J.C.STAFF            |                                                                          |
| 2021年 | トニカクカワイイ 〜SNS〜                                           | Seven Arcs           |                                                                          |
| 2022年 | ストライク・ザ・ブラッド FINAL                                     | CONNECT              |                                                                          |

### Webアニメ
| 配信年 | タイトル                                | 制作スタジオ                  |
| ------ | --------------------------------------- | ----------------------------- |
| 2021年 | 終末のワルキューレ                      | グラフィニカ                  |
| 2022年 | BASTARD!! -暗黒の破壊神-                | ライデンフィルム              |
| 2022年 | トニカクカワイイ 〜制服〜               | Seven Arcs                    |
| 2023年 | 終末のワルキューレⅡ                     | グラフィニカ ゆめ太カンパニー |
| 2023年 | トニカクカワイイ 女子高編               | Seven Arcs                    |
| 2023年 | BASTARD!! -暗黒の破壊神- 地獄の鎮魂歌編 | ライデンフィルム              |
| 2025年 | ニンジャバットマン対ヤクザリーグ        | 神風動画                      |

### アニメ映像メディア販売
映像メディア販売のみを行った作品を列挙する。括弧内の年月は映像メディアの発売時期、制作年度は当時の放送時期。
- TVアニメーション めぞん一刻（2013年12月、製作年度：1986年 - 1988年）
- 今日のあすかショー（2014年3月、製作年度：2012年）
- TVアニメーション うる星やつら（2014年3月、製作年度：1981年）
  - OVA うる星やつら（2015年4月、製作年度：1989年 - 1991年）
  - 劇場版 うる星やつら（2015年6月、製作年度：1991年）
- 爆走兄弟レッツ&ゴー!!（2014年8月、製作年度：1996年）
  - 爆走兄弟レッツ&ゴー!!WGP（2015年6月、製作年度：1997年）
  - 爆走兄弟レッツ&ゴー!!MAX（2015年6月、製作年度：1998年）
- 聖闘士星矢 Legend of Sanctuary（2014年12月、製作年度：2014年）
- はじめ人間ギャートルズ（2016年9月、制作年度：1975年）
- レッドバロン（2016年9月、制作年度：1994年）
- 太陽の使者 鉄人28号（2016年10月、制作年度：1980年 - 1981年）
- はいからさんが通る（2016年12月、製作年度：1978年 - 1979年）
- 機甲界ガリアン（2017年5月、製作年度：1984年）
- カードキャプターさくら（2017年12月、製作年度：1998年 - 2000年、4Kスキャン新世代ニューマスター版[18]）

### テレビドラマ
- 相棒（日本ドラマ初）（発売元はテレビ朝日、販売元はNBCユニバーサル・エンターテイメントジャパン）
- オルトロスの犬（企画協力及び「ワーナー・ブラザース映画ライターズワークショップ」名義で脚本に参加）（発売元はTBSテレビ、販売元はワーナー・ブラザース ホームエンターテイメント〈旧ワーナー・ホーム・ビデオ〉）

## 所属アーティスト
- 早見沙織
- sajou no hana（KADOKAWAにも所属）

## 過去の所属アーティスト
- eyelis（活動停止）
- ALTIMA（活動停止）
- 井口裕香（KADOKAWAへ移籍）
- 大東めぐみ
- ALL OFF（活動停止）
- 鹿乃（インペリアルレコードへ移籍）
- 岸田教団&THE明星ロケッツ（NBCユニバーサル・エンターテイメントジャパンへ移籍）
- 小泉まさみ
- KOTOKO（NBCユニバーサル・エンターテイメントジャパンへ移籍）
- sora tob sakana（NBCユニバーサル・エンターテイメントジャパンへ移籍後に活動停止）
- 三澤紗千香（USM JAPANへ移籍）
- RO-KYU-BU!（活動停止）
- 分島花音（インディーズに移行）

## 販売
ワーナー・ブラザース ホームエンターテイメント（旧：ワーナー・ホーム・ビデオ&デジタル・ディストリビューション部門）が、ビデオソフトおよびワーナー・オンデマンド（映画・テレビドラマ作品の有料動画配信）の企画製作・発売を担当している。
ワーナー・ブラザース映画が制作した邦画作品や、発売権利を保有しているTVアニメーション作品についても同社が発売元となる作品がある。CD店やDVDビデオソフト売場にて新譜販促用の冊子「NEW RELEASE INFORMATION」を毎月制作・無料配布している。ブルーレイディスクソフトの販促キャンペーンに2009年から2013年まで菊川怜を「ブルーなレイ」として起用している。
日本市場にはこれまでワーナー・ホーム・ビデオ（ワーナー・ホーム・ビデオ（初代：ワーナー・パイオニア株式会社）→ワーナー・ホーム・ビデオ（ワーナー・ブラザース映画会社→ワーナー・ブラザース・ジャパン・インコーポレーテッド）））より発売してきたが、1992年に新会社としてタイム ワーナー エンターテイメント ジャパン（後のワーナー ブラザース ジャパン）が映像部門からの現物出資で設立されることになり、同年度以降（正式には6月頃以降）は順次、同社からの発売となる。また、朝日放送制作のテレビバラエティ『探偵!ナイトスクープ』のディレクターズカット版傑作編として映像ソフトが発売されたのも、同社のレーベルからである。

### DVDのハリウッドプライス
ジェネオン エンタテインメント（旧パイオニアLDC）を販売元としてDVD販売においてハリウッドプライスという2000円台でのDVD販売がされてきた。本国アメリカにおけるDVDの販売方針転換に伴って、2005年4月以降に発売された商品に対しては2980円、あるいは3980円に区別されるようになったが、これに対しては値上げとなったため賛否両論が多い。これによる廉価版発売の際、今までに比べて値引率が高くなるようになり、場合によっては3980円の作品がいきなり690円、980円で販売されることがある。また、他の映画会社にある常時1500円程度で購入できる作品の導入も遅く、2008年4月に初めて発売された。ただし、TVドラマなどに関しては現在でも1枚2500円あたりの価格となっている。
その一方で他の映画会社が第3世代光ディスク（当時の「次世代DVD」）などとの兼ね合い上、リリースを削減しているUMD VIDEOを積極的に発売しており、最近では1500円と他のメーカーと比べても安い価格で販売されるようになった。また、Blu-ray DiscやHD DVDも発売当初は旧作に関しては3980円程度と、他のメーカーと比べて低価格で発売されていた。
長い間、販売面においてワーナーとは良好な関係を築き上げてきたジェネオン自身も、親会社である電通がユニバーサル・ピクチャーズの日本法人にジェネオンの全事業を譲渡・合併により「ジェネオン・ユニバーサル・エンターテイメントジャパン」に変更される事となり、ワーナーにとっては映画・音楽分野においてライバルでもあるNBCユニバーサルの下で事業展開する事となった上、近年ではワーナー自身によるアニメおよび主題歌の製作・販売を積極的に行っているため、事業が完全に競合することとなっている。これまで通りの関係を継続するかどうかが注目されていたが、ジェネオン制作のアニメである『とある魔術の禁書目録』の劇場版『劇場版 とある魔術の禁書目録 -エンデュミオンの奇蹟-』の配給や主題歌・イメージソングを提供（作曲はジェネオン所属のfripSideの八木沼悟志が担当）し、さらにその後スピンオフである『とある科学の超電磁砲』の2期『とある科学の超電磁砲S』のエンディング曲を提供するなど、少なくとも会社間の関係は現在でも良好なまま維持している模様。
前述の通り、ワーナーとユニバーサルのソフト販売・流通事業の統合に伴う国際ライセンス契約締結により、2020年10月9日から2025年6月30日まで、ジェネオンの後身でもあるNBCユニバーサル・エンターテイメントジャパンがワーナー作品のソフト流通を担当していた。

## 家庭用ゲーム
- バットマン アーカム・シティ（PS3、Xbox One）
- バットマン アーカム・ビギンズ（PS3、Xbox 360、Wii U）
- バットマン アーカム・ナイト（PS4）
- レゴ ハリー・ポッター 第1章-第4章（PS3）
- フィアー3（PS3、Xbox 360）
- シャドウ・オブ・モルドール（PS4、PS3、Xbox One）
- LEGO マーベル スーパー・ヒーローズ ザ・ゲーム（PS3、PS4、PS Vita、Wii U、3DS）
- ダイイングライト（PS4、Xbox One）
- マッドマックス (2015年のゲーム)（PS4、Xbox One）
- レゴ ジュラシック・ワールド（PS3、PS4、Wii U、3DS）
- ウォー・イン・ザ・ノース：ロード・オブ・ザ・リング （PS3）
- スパイハンター（PS Vita）
- ヒットマン2（PS4、Xbox One）

### モバイルゲーム
- 境界の黒翼 アサルトレイヴン（2014年12月17日）